# Laurent Banide
Pour les articles homonymes, voir Banide.
Laurent Banide est un entraîneur de football né le 26 janvier 1968 à Alès dans le sud de la France.

## Biographie
Il est le fils de Gérard Banide, lui-même footballeur et entraîneur de l'AS Monaco entre 1979 et 1983 avec lequel il a remporté une coupe de France en 1980 et un titre de champion en 1982.
Laurent baigne donc immédiatement dans le football. Il commence à jouer à l'AS Monaco en 1975-1976 dans les équipes de jeunes. 
En 1986, alors que son père part entraîner l'Olympique de Marseille, il intègre le club phocéen et côtoiera à la fin des années 1980 des joueurs comme Frédéric Meyrieu, Guillaume Warmuz ou encore Benoît Cauet passé par le SM Caen, Nantes et l'Inter. Cependant, Laurent Banide ne passera jamais professionnel et se tourne très tôt vers la formation pour y rejoindre son père, directeur du centre de formation de Monaco de 1990 à 2002. Il passe alors ses diplômes d'entraîneur (Certificat de Formateur) et fait partie d'une promotion de guest stars pour l'attribution du DEPF (Diplôme d'Entraîneur Professionnel de Football) en compagnie de Laurent Blanc, Lionel Charbonnier, Didier Tholot, Stéphane Paille et Antoine Kombouaré. Il intègre à 25 ans le centre de formation de l'AS Monaco avec son père. En mai 2006, il obtient le DEPF, plus haut diplôme d'entraîneur en France.
Parcours atypique de cet entraîneur qui succède à Laszlo Bölöni en octobre 2006 à l'AS Monaco. Quand il reprend les rênes du club l'ASM est 19e. Sous sa direction elle remonte à la 9e place, classement final du club à la fin de la saison 2006-2007.
Le 4 juin 2007, le président Michel Pastor choisit de ne pas le reconduire dans ses fonctions, lui préférant le Brésilien en provenance de Bordeaux Ricardo. Alors qu'il avait trouvé un accord avec le club pour le règlement de ses 3 saisons de contrat qu'il lui restait (environ 150 000 euros), le club se rétracte et les 2 parties entrent en conflit. 
Sans club, il s'engage le 13 janvier 2008 avec le club qatari de Umm Salal, et emmène avec lui l'ancien entraîneur de l'équipe C de Monaco, Bouziane Benaraibi. Il gagne la Coupe de l'Emir face à l'Al Gharrafa Doha (2-2, 4 t.a.b. à 1) en mai et termine 3e du championnat. Malheureusement, il est licencié en novembre 2008, après seulement 7 matchs (3 victoires, 1 nul et 3 défaites) à cause de mauvais résultats (6e place).
En février 2010, il signe un contrat de 4 mois avec le club émirati d'Al Nasr Dubaï. Il a pour mission d'assurer le maintien du club, 10e et premier non-relégable à son arrivée.
Le 10 janvier 2011, il fait son retour sur le banc de touche de l'AS Monaco à la place de Guy Lacombe afin de réussir une nouvelle opération maintien, objectif qu'il n'atteint finalement pas, le club étant relégué lors de l'ultime journée à la suite d'une défaite contre l'Olympique lyonnais (0-2).
Le 12 septembre 2011, après seulement six matchs de championnat et aucune victoire, il est démis de ses fonctions. Il est remplacé par Marco Simone assisté de Jean Petit.
En janvier 2012, il retourne dans le Golfe pour entraîner le club qatari d'Al Kharitiyath puis Al Dhafra en décembre de la même année.
Il s'engage ensuite avec le club d'Al Wasl Dubaï en mai 2013puis Oldham Athletic en Angleterre en 2019

## Palmarès
- Coupe de l'Émir en 2008 (Umm Salal)
- Coupe de l'Émir en 2009 (Koweït SC)

## Anecdote
Fils de Gérard Banide, il est également le beau-frère d'Henri Stambouli et l'oncle de Benjamin Stambouli.